# 藤田喬平

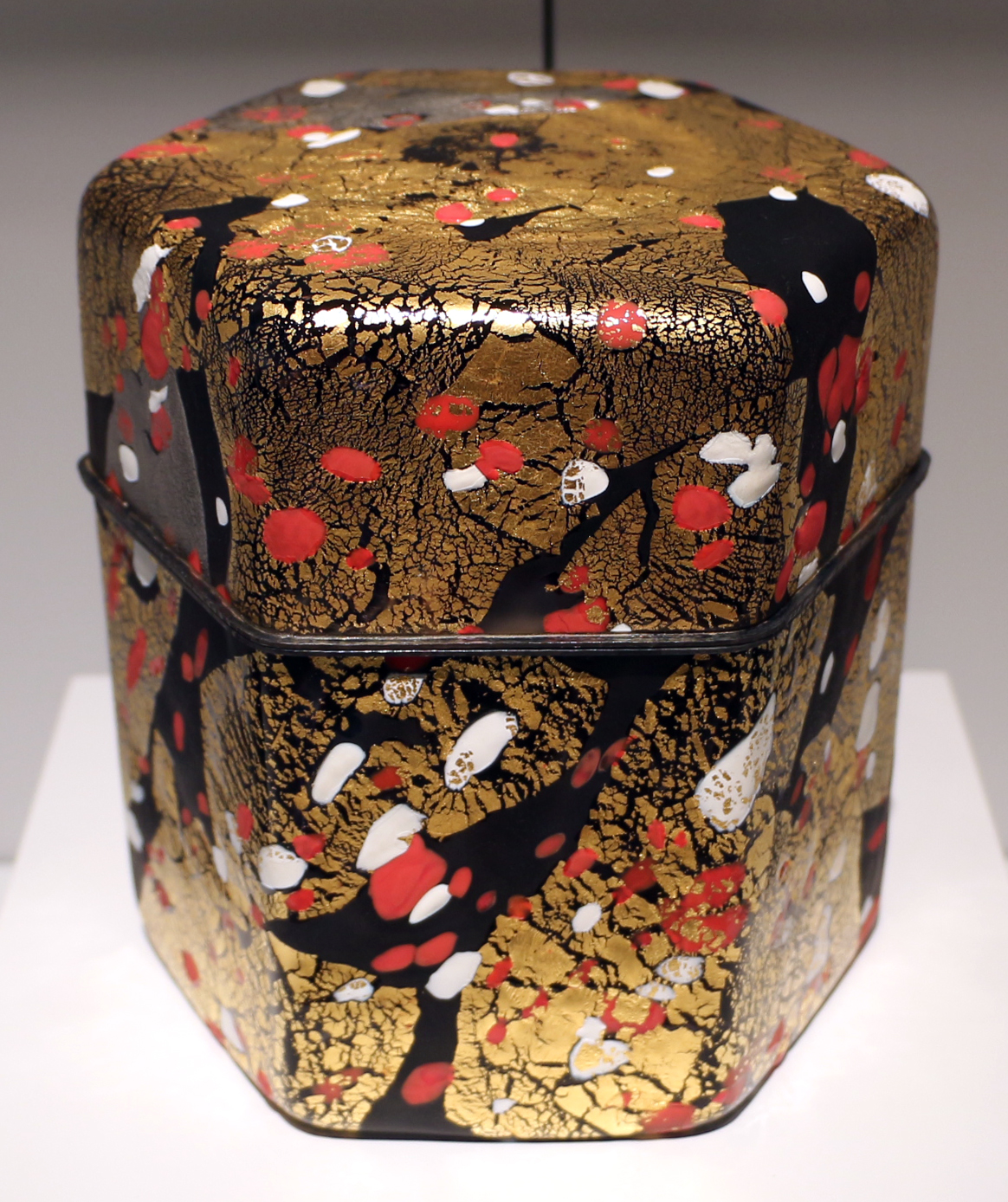
1990

藤田 喬平（ふじた きょうへい、1921年4月28日 - 2004年9月18日）は、東京府豊多摩郡大久保町（現・東京都新宿区百人町）生まれのガラス工芸家。
東京美術学校で彫金を学ぶが、途中でガラス工芸に転向する。その後、イタリアで学んだ色ガラスと金箔を混ぜた飾筥（かざりばこ）で独自のガラス工芸分野を確立した。
1955年の市川市北方に転居。
1989年（平成元年）日本芸術院会員、1997年（平成9年）文化功労者、1999年（平成11年）、市川市名誉市民、2002年（平成14年）文化勲章受章。
宮城県宮城郡松島町（日本三景・松島）に、藤田喬平ガラス美術館がある。